# Hit to Death in the Future Head
Hit to Death in the Future Head es el quinto álbum de estudio de la banda de rock estadounidense The Flaming Lips y significó su debut con la discográfico Warner Bros. Records. Salió al mercado el 5 de agosto de 1992. También es el primer disco de la banda en recibir una etiqueta de Parental Advisory.
"Talkin' 'Bout the Smiling Deathporn Immortality Blues (Everyone Wants to Live Forever)" se lanzó con anterioridad como pista principal del EP Yeah, I Know It's a Drag... But Wastin Pigs Is Still Radical para promocionar este disco.
Al final del disco contiene una pista oculta que dura una media hora.

## Lista de canciones
| N.º   | Título                                                                                   | Duración |  |
| 1.    | «Talkin' 'Bout the Smiling Deathporn Immortality Blues (Everyone Wants to Live Forever)» | 3:49     |  |
| 2.    | «Hit Me Like You Did the First Time»                                                     | 3:41     |  |
| 3.    | «The Sun»                                                                                | 3:31     |  |
| 4.    | «Felt Good to Burn»                                                                      | 3:21     |  |
| 5.    | «Gingerale Afternoon (The Astrology of a Saturday)»                                      | 3:45     |  |
| 6.    | «Halloween on the Barbary Coast»                                                         | 5:42     |  |
| 7.    | «The Magician vs. the Headache»                                                          | 3:12     |  |
| 8.    | «You Have to Be Joking (Autopsy of the Devil's Brain)»                                   | 3:55     |  |
| 9.    | «Frogs»                                                                                  | 4:28     |  |
| 10.   | «Hold Your Head»                                                                         | 4:24     |  |
| 69:04 |                                                                                          |          |  |

## Personal
- Wayne Coyne
- Michael Ivins
- Jonathan Donahue
- Nathan Roberts